# نادي أبها موسم 2019–20
يعد موسم 2019–20 أول موسم لأبها مرة أخرى في دوري المحترفين بعد فوزه في دوري الدرجة الأولى السعودي الموسم الماضي. وسيكون هذا الموسم الثالث غير المتتابع في دوري المحترفين والموسم 54 في الوجود. وسيشارك النادي في دوري المحترفين وكأس الملك.
ويغطي الموسم الفترة من 1 يوليو 2019 إلى 30 يونيو 2020.

## المنافسات
انتصار
  تعادل
  خسارة
  مباراة مقررة

### نظرة عامة
| المنافسة       | أول مباراة    | آخر مباراة   | الدور الافتتاحي | المركز النهائي | السجل | السجل | السجل | السجل | السجل | السجل | السجل | السجل   |
| المنافسة       | أول مباراة    | آخر مباراة   | الدور الافتتاحي | المركز النهائي | لعب   | ف     | ت     | خ     | له    | عليه  | ف.أ.  | الفوز % |
| -------------- | ------------- | ------------ | --------------- | -------------- | ----- | ----- | ----- | ----- | ----- | ----- | ----- | ------- |
| دوري المحتفرين | 23 أغسطس 2019 | 30 مايو 2020 | يوم المباراة 1  |                | 15    | 7     | 2     | 6     | 22    | 24    | −2    | 046٫67  |
| كأس الملك      | 5 نوفمبر 2019 |              | دور الـ64       |                | 4     | 3     | 1     | 0     | 5     | 2     | +3    | 075٫00  |
| المجموع        | المجموع       | المجموع      | المجموع         | المجموع        | 19    | 10    | 3     | 6     | 27    | 26    | +1    | 052٫63  |

آخر تحديث: 25 يناير 2020
المصدر: المنافسات

### دوري المحترفين

#### جدول الدوري
| م  | الفريق  | لعب | ف  | ت | خ  | أ.له | أ.ع | أ.ف | نقاط |
| -- | ------- | --- | -- | - | -- | ---- | --- | --- | ---- |
| 7  | الشباب  | 30  | 12 | 7 | 11 | 38   | 37  | +1  | 43   |
| 8  | الاتفاق | 30  | 13 | 3 | 14 | 46   | 38  | +8  | 42   |
| 9  | أبها    | 30  | 11 | 5 | 14 | 41   | 52  | −11 | 38   |
| 10 | ضمك     | 30  | 9  | 8 | 13 | 37   | 52  | −15 | 35   |
| 11 | الاتحاد | 30  | 9  | 8 | 13 | 42   | 41  | +1  | 35   |

1. مجموع النقاط ; 2. أعلى فارق أهداف في كامل البطولة (ما له من أهداف ناقص ما عليه).
3. الفريق الأكثر تسجيلاً للأهداف في كامل البطولة. 4. الفريق الأعلى تصنيفاً في بطولة الموسم الماضي.

في حال تعادل فريقين أو أكثر بالنقاط في جميع البطولات المحلية يتم تحديد المركز النهائية في نهاية البطولة وفقاً للترتيب التنازلي:

1.أعلى عدد من النقاط في مبارة أو مباريات الفريقين أو الفرق المتعادلة فيما بينها;
 2. أعلى فارق أهداف (ما له من أهداف ناقص ما عليه) في مبارة أو مباريات الفريقين أو الفرق
المتعادلة فيما بينها (دون احتساب أفضلية التسجيل خارج الأرض);

3. الفريق الأكثر تسجيلاً للأهداف في مباراة أو مباريات الفريقين أو الفرق المتعادلة فيما بينها (دون احتساب أفضلية التسجيل خارج الأرض);
 4.في حال استمرر التعادل بين فريقين أو أكثر من الفرق المتعادلة بعد تطبيق الفقرات من 1 إلى 3 يتم إعادة تطبيدق الفقرات من 1 إلى 3من هذه المادة مرة أخرى فقط على مباريات الفريقين أو الفرق المتساوية.

5.أعلى فارق أهداف في كامل البطولة (ما له من أهداف ناقص ما عليه);
 6.الفريق الأكثر تسجيلاً للأهداف في كامل البطولة;
 7.إذا كانت الفرق المتعادلة فريقان وكانا سوياً على أرض الملعب في المباراة الأخيرة يتم لعب
شوطين إضافيين كمبارة جديدة (دون احتساب أفضلية التسجيل خارج الأرض) وفي حال التعادل
في الأشواط الإضافية يتم لعب ضربات ترجيح.
 8.الأقل حصولاً على مجموع النقاط جراء حصول لاعبيه على البطاقات الصفراء والحمراء في مباريات البطولة. (بحيث يتم احتساب البطاقة الحمراء بثلاث نقاط والصفراء بنقطة واحدة).
9. في حال استمرار التعادل في الفقرات أعلاه من 1 إلى فقرة 8 وكانت الفرق المتعادلة (أكثر من فريقين) أو (فريقان لا يلعبان سوياً على أرض الملعب) يتم إجد مبارة أو مباريات فاصلة بطريقة خروج المغلوب من مرةٍ واحدة بين الفرق المتعادلة فيما بينها وتقوم الجهة المنظمة بتحديد آلية وأماكن إقامة المباراة أو المباريات.

ملاحظة :
- شهد الاجتماع الثلاثي بين كلًا من تركي آل الشيخ رئيس الهيئة العامة للرياضة السعودية، وأحمد اليوسف رئيس الاتحاد الكويتي لكرة القدم، والشيخ علي الخليفة رئيس الاتحاد البحريني في 29 سبتمبر 2018 الاتفاق على مشاركة فريق المحرق البحريني، وفريق كويتي، في الدوري السعودي بالموسم الحالي.[2] ولكن ذلك الأمر ضل مقترحاً ولم يتم تنفيذه على أرض الواقع .

#### ملخص النتائج
| شامل | شامل | شامل | شامل | شامل | شامل | شامل | شامل | على أرضه | على أرضه | على أرضه | على أرضه | على أرضه | على أرضه | خارج أرضه | خارج أرضه | خارج أرضه | خارج أرضه | خارج أرضه | خارج أرضه |
| لعب  | ف    | ت    | خ    | أ.ل  | أ.ع  | ف.أ  | ن    | ف        | ت        | خ        | أ.ل      | أ.ع      | ف.أ      | ف         | ت         | خ         | أ.ل       | أ.ع       | ف.أ       |
| ---- | ---- | ---- | ---- | ---- | ---- | ---- | ---- | -------- | -------- | -------- | -------- | -------- | -------- | --------- | --------- | --------- | --------- | --------- | --------- |
| 15   | 7    | 2    | 6    | 22   | 24   | −2   | 23   | 4        | 2        | 1        | 11       | 6        | +5       | 3         | 0         | 5         | 11        | 18        | −7        |

آخر تحديث: 25 يناير 2020.

مصدر: Saudi Pro League

#### النتيجة جولة تلو الأخرى
| الجولة  | 1  | 2 | 3  | 4  | 5 | 6  | 7 | 8 | 9 | 10 | 11 | 12 | 13 | 14 | 15 |
| ------- | -- | - | -- | -- | - | -- | - | - | - | -- | -- | -- | -- | -- | -- |
| الأرض   | A  | A | H  | A  | H | A  | H | A | A | H  | A  | H  | H  | A  | H  |
| الحصيلة | L  | W | D  | L  | W | L  | D | W | L | W  | W  | W  | W  | L  | L  |
| المركز  | 13 | 9 | 10 | 11 | 8 | 11 | 9 | 8 | 9 | 9  | 7  | 7  | 5  | 7  | 8  |

#### المباريات
أعلن عن جدول دوري المحترفين السعودي في 21 يوليو 2019.
| 23 أغسطس 2019 1                 | الهلال                                                                               | 4–2   | أبها                                                                 | الرياض                                                                                                  |
| 19:00 ت ع م+03:00 (ت ع م+03:00) | بافيتيمبي غوميز 39'، 44' · سيباستيان جيوفينكو 63' · جانغ هيون سو 79' · عمر خربين 85' | تقرير | فانيفا إيما أندرياتسيما 20' · سعد بقير 81' (ركلة.) · أحمد الحبيب 87' | الملعب: استاد جامعة الملك سعود الحضور: 18,022 الحكم: Dennis Higler (الاتحاد الملكي الهولندي لكرة القدم) |

| 30 أغسطس 2019 2                 | الوحدة                                                   | 1–2   | أبها                                               | مكة                                                                                       |
| 20:40 ت ع م+03:00 (ت ع م+03:00) | فيصل درويش 30' · ألبرتو بوتيا 49', 65' · كريغ غودوين 83' | تقرير | مهدي تاهرات 31' · أمين عطوشي 88' · عمار النجار 90' | الملعب: ملعب الملك عبد العزيز الحضور: 1,146 الحكم: خورخي سوزا (اتحاد البرتغال لكرة القدم) |

| 14 سبتمبر 2019 3                | أبها                                                                | 1–1   | الرائد                                              | أبها |
| 18:50 ت ع م+03:00 (ت ع م+03:00) | أمين عطوشي 26' · روبن غابرييل 53' · سعد بقير 67' · صالح آل عباس 74' | تقرير | جلال الداودي 22' (ركلة.), 62' · إزيكيل بالوميكي 36' | الملعب: مدينة الأمير سلطان بن عبد العزيز الرياضية الحضور: 1,222 الحكم: André Narciso (اتحاد البرتغال لكرة القدم) |

| 20 سبتمبر 2019 4                | العدالة | 2–1   | أبها                                                    | الأحساء                                                                                              |
| 18:20 ت ع م+03:00 (ت ع م+03:00) | أليو سيسيه (لاعب كرة قدم مواليد 1990) 4' · كارولوس أندرياماتسينورو 48', 84' · مرتضى البريه 57' · راضي الراضي 86' · حسين العيسى 89' | تقرير | صالح آل عباس 30' · أمين عطوشي 45+3' · أحمد الحبيب 90+3' | الملعب: ملعب الأمير عبد الله بن جلوي الحضور: 12,640 الحكم: دامير سكومينا (اتحاد سلوفينيا لكرة القدم) |

| 26 سبتمبر 2019 5                | أبها                                | 1–0   | الاتفاق                             | أبها |
| 18:45 ت ع م+03:00 (ت ع م+03:00) | روبن غابرييل 72' · أمين عطوشي 90+4' | تقرير | سعد آل خيري 62' · إبراهيم محنشي 67' | الملعب: مدينة الأمير سلطان بن عبد العزيز الرياضية الحضور: 8,400 الحكم: كيفن بلوم (الاتحاد الملكي الهولندي لكرة القدم) |

| 5 أكتوبر 2019 6                 | التعاون                                                         | 1–0   | أبها                                                         | بريدة                                                                                           |
| 20:10 ت ع م+03:00 (ت ع م+03:00) | مد الله العليان 86' · ساندرو مانويل 90+4' · ناصر الدعجاني 90+4' | تقرير | مهدي تاهرات 23' · سميحان النابت 71' · كرم برناوي 90+2' 90+7' | الملعب: مدينة الملك عبد الله الرياضية الحضور: 2,001 الحكم: ماتي يوغ (اتحاد سلوفينيا لكرة القدم) |

| 20 أكتوبر 2019 7                | أبها             | 1–1   | الفيحاء                             | أبها |
| 18:25 ت ع م+03:00 (ت ع م+03:00) | صالح آل عباس 10' | تقرير | أنجيلو نيتو 53' · روني فرنانديز 58' | الملعب: مدينة الأمير سلطان بن عبد العزيز الرياضية الحضور: 1,529 الحكم: ماثيو كونجر (اتحاد نيوزيلندا لكرة القدم) |

| 27 أكتوبر 2019 8                | الاتحاد                                  | 1–2   | أبها                                            | جدة |
| 18:25 ت ع م+03:00 (ت ع م+03:00) | كريم الأحمدي 35' · رومارينيو 60' (ركلة.) | تقرير | كريم العواضي 22', 45+2' · روبن غابرييل 58', 73' | الملعب: مدينة الملك عبد الله الرياضية الحضور: 7,324 الحكم: كيم جونغ-هيوك (اتحاد كوريا الجنوبية لكرة القدم) |

| 2 نوفمبر 2019 9                 | النصر                                                                          | 4–0   | أبها                                                                    | الرياض                                                                                      |
| 19:50 ت ع م+03:00 (ت ع م+03:00) | عبد الرزاق حمد الله 8'، 45+1' (ركلة.) · يحيى الشهري 26' · نور الدين أمرابط 58' | تقرير | أسامه عاشور 28' · عبد الله قيسي 41' · خالد الخثلان 44' · أمين عطوشي 61' | الملعب: ملعب الأمير فيصل بن فهد الحضور: 15,632 الحكم: فيكتور كاساي (اتحاد المجر لكرة القدم) |

| 22 نوفمبر 2019 10               | أبها                                                                                  | 3–1   | الفتح                                                                                      | أبها |
| 15:30 ت ع م+03:00 (ت ع م+03:00) | سعد بقير 9' · سميحان النابت 18' · كرم برناوي 20' · عمار النجار 77' · صالح آل عباس 86' | تقرير | محمد الفهيد 4' · ماتياس آغوريغاري 33' · توفيق بو حيمد 49' · محمد مجرشي 72' · نواف بوشل 78' | الملعب: مدينة الأمير سلطان بن عبد العزيز الرياضية الحضور: 855 الحكم: Fedayi San (اتحاد سويسرا لكرة القدم) |

| 12 ديسمبر 2019 11               | الحزم                                                                  | 2–3   | أبها                                                                                                 | الرس (محافظة)                                                                             |
| 15:20 ت ع م+03:00 (ت ع م+03:00) | كارلوس ستراندبيرغ 6' · إدريس فتوحي 71' (ركلة.) · عبد العزيز الناشي 90' | تقرير | فاغنر إيروني دابونتي 29' (ه.ذ.) · فانيفا إيما أندرياتسيما 38' · كريم العواضي 52' · سميحان النابت 68' | الملعب: ملعب نادي الحزم الحضور: 4,431 الحكم: سفاين أودفار موين (اتحاد النرويج لكرة القدم) |

| 19 ديسمبر 2019 12               | أبها                                                                                           | 2–0   | الشباب                                                                                     | أبها |
| 15:40 ت ع م+03:00 (ت ع م+03:00) | كرم برناوي 15' · سعد بقير 45+1', 45+4' · فانيفا إيما أندرياتسيما 62', 90+5' · كريم العواضي 78' | تقرير | سيبا (لاعب كرة قدم) 17' 69' · دانيلو أسبريلا 39' · تركي العمار 56' · عبد الملك الخيبري 57' | الملعب: مدينة الأمير سلطان بن عبد العزيز الرياضية الحضور: 1,218 الحكم: بافل كرالوفيتس (اتحاد جمهورية التشيك لكرة القدم) |

| 28 ديسمبر 2019 13               | أبها                                                                      | 3–2   | ضمك | أبها |
| 15:40 ت ع م+03:00 (ت ع م+03:00) | سميحان النابت 33' · سعد بقير 43' (ركلة.)، 70' · خالد شراحيلي 45+3' (ه.ذ.) | تقرير | محمد الشهراني (لاعب كرة قدم مواليد 1996) 52' · محمد أبو سبعان 66' · حمد الجيزاني 77' · مازن أبو شرارة 90+4' | الملعب: مدينة الأمير سلطان بن عبد العزيز الرياضية الحضور: 1,375 الحكم: إيفان بيبيك (اتحاد كرواتيا لكرة القدم) |

| 13 يناير 2020 14                | الأهلي                                                        | 3–1   | أبها                                                              | جدة                                                                         |
| 20:05 ت ع م+03:00 (ت ع م+03:00) | دجانيني 20' · عمر السومة 35' (ركلة.)، 83' · جوزيف دي سوزا 56' | تقرير | فانيفا إيما أندرياتسيما 26' · سميحان النابت 31' · مهدي تاهرات 34' | الملعب: مدينة الملك عبد الله الرياضية الحضور: 12,055 الحكم: Sultan Al-Harbi |

| 25 يناير 2020 15                | أبها               | 0–1   | الفيصلي                           | أبها |
| 15:55 ت ع م+03:00 (ت ع م+03:00) | كرم برناوي 68' 87' | تقرير | رافائيل سيلفا 56' · محمد قاسم 78' | الملعب: مدينة الأمير سلطان بن عبد العزيز الرياضية الحضور: 581 الحكم: تاماش بوغنار (اتحاد المجر لكرة القدم) |

| 31 يناير 2020 16                | أبها | v | الهلال | أبها                                              |
| 16:00 ت ع م+03:00 (ت ع م+03:00) |      |   |        | الملعب: مدينة الأمير سلطان بن عبد العزيز الرياضية |

| 7 فبراير 2020 17                | أبها | v | الوحدة | أبها                                              |
| 16:00 ت ع م+03:00 (ت ع م+03:00) |      |   |        | الملعب: مدينة الأمير سلطان بن عبد العزيز الرياضية |

| 15 فبراير 2020 18               | الرائد | v | أبها | بريدة                                 |
| 15:55 ت ع م+03:00 (ت ع م+03:00) |        |   |      | الملعب: مدينة الملك عبد الله الرياضية |

| 21 فبراير 2020 19               | أبها | v | العدالة | أبها                                              |
| 16:10 ت ع م+03:00 (ت ع م+03:00) |      |   |         | الملعب: مدينة الأمير سلطان بن عبد العزيز الرياضية |

| 29 فبراير 2020 20               | الاتفاق | v | أبها | الدمام                          |
| 18:20 ت ع م+03:00 (ت ع م+03:00) |         |   |      | الملعب: ملعب الأمير محمد بن فهد |

| 7 مارس 2020 21                  | أبها | v | التعاون | أبها                                              |
| 16:15 ت ع م+03:00 (ت ع م+03:00) |      |   |         | الملعب: مدينة الأمير سلطان بن عبد العزيز الرياضية |

| 12 مارس 2020 22                 | الفيحاء | v | أبها | المجمعة                        |
| 20:40 ت ع م+03:00 (ت ع م+03:00) |         |   |      | الملعب: مدينة المجمعة الرياضية |

| 19 مارس 2020 23                 | أبها | v | الاتحاد | أبها                                              |
| 20:40 ت ع م+03:00 (ت ع م+03:00) |      |   |         | الملعب: مدينة الأمير سلطان بن عبد العزيز الرياضية |

| 11 أبريل 2020 24                | أبها | v | النصر | أبها                                              |
| 16:20 ت ع م+03:00 (ت ع م+03:00) |      |   |       | الملعب: مدينة الأمير سلطان بن عبد العزيز الرياضية |

| 17 أبريل 2020 25                | الفتح | v | أبها | الأحساء (مدينة)                      |
| 18:40 ت ع م+03:00 (ت ع م+03:00) |       |   |      | الملعب: ملعب الأمير عبد الله بن جلوي |

| 25 أبريل 2020 26                | أبها | v | الحزم | أبها                                              |
| 22:00 ت ع م+03:00 (ت ع م+03:00) |      |   |       | الملعب: مدينة الأمير سلطان بن عبد العزيز الرياضية |

| 2 مايو 2020 27                  | الشباب | v | أبها | الرياض                          |
| 21:50 ت ع م+03:00 (ت ع م+03:00) |        |   |      | الملعب: ملعب الأمير فيصل بن فهد |

| 7 مايو 2020 28                  | ضمك | v | أبها | أبها                                              |
| 22:00 ت ع م+03:00 (ت ع م+03:00) |     |   |      | الملعب: مدينة الأمير سلطان بن عبد العزيز الرياضية |

| 12 مايو 2020 29                 | أبها | v | الأهلي | أبها                                              |
| 22:30 ت ع م+03:00 (ت ع م+03:00) |      |   |        | الملعب: مدينة الأمير سلطان بن عبد العزيز الرياضية |

| 30 مايو 2020 30                 | الفيصلي | v | أبها | المجمعة                        |
| 21:00 ت ع م+03:00 (ت ع م+03:00) |         |   |      | الملعب: مدينة المجمعة الرياضية |

### كأس الملك
| 5 نوفمبر 2019 دور الـ64         | القيصومة                    | 1–2   | أبها                                                                                    | حفر الباطن                                         |
| 15:35 ت ع م+03:00 (ت ع م+03:00) | - Al-Enezi 49' - Bakaki 78' | تقرير | - صالح آل عباس 9' - أحمد الحبيب 27' - فانيفا إيما أندرياتسيما 32' - سميحان النابت 90+2' | الملعب: ملعب نادي الباطن الحكم: Abdullah Al-Nuhait |

| 7 ديسمبر 2019 دور الـ32         | أبها                          | 1–0   | العربي | أبها                                                                  |
| 15:30 ت ع م+03:00 (ت ع م+03:00) | - فانيفا إيما أندرياتسيما 79' | تقرير |        | الملعب: مدينة الأمير سلطان بن عبد العزيز الرياضية الحكم: Khaled Salwi |

| 23 ديسمبر 2019 دور الـ16        | أبها                                       | 1–0   | التعاون              | أبها                                                                                                   |
| 15:40 ت ع م+03:00 (ت ع م+03:00) | - أحمد النجعي 41', 41' - سميحان النابت 83' | تقرير | - سيدريك أميسي 90+4' | الملعب: مدينة الأمير سلطان بن عبد العزيز الرياضية الحكم: أرتور سواريس دياز (اتحاد البرتغال لكرة القدم) |

| 18 يناير 2020 ربع النهائي                                                         | أبها                                                        | 1–1 (ب.و.إ.) (5–3 ج)                                 | الفتح                               | أبها                                                                                                |
| 15:55 ت ع م+03:00 (ت ع م+03:00)                                                   | - كرم برناوي 21' - سعد بقير 28' (ركلة.) - عدنان فلاته 90+2' | تقرير                                                | - محمد السعيد 25' - مروان سعدان 50' | الملعب: مدينة الأمير سلطان بن عبد العزيز الرياضية الحكم: Andris Treimanis (اتحاد لاتفيا لكرة القدم) |
|                                                                                   | ركلات الجزاء                                                |                                                      |                                     | |
| - فانيفا إيما أندرياتسيما - عمار النجار - كريم العواضي - سعد بقير - عبد الله قيسي |                                                             | - مروان سعدان - ميشال جانوتا - Al-Nakhli - نواف بوشل |                                     | |

| 15 مارس 2020 نصف النهائي        | الهلال | v | أبها | الرياض                         |
| 18:40 ت ع م+03:00 (ت ع م+03:00) |        |   |      | الملعب: استاد جامعة الملك سعود |

## وصلات خارجية
- الموقع الرسمي